# Sucevița
Sucevița (anhörenⓘ; deutsch Suczawitza, Kloster Suczawita) ist eine aus den beiden Dörfern Sucevița und Voievodeasa (deutsch Fürstenthal) bestehende Gemeinde im rumänischen Kreis Suceava in der historischen Landschaft Bukowina mit der Kreishauptstadt Suceava.
In der Gemeinde befindet sich zudem das Kloster Sucevița, das als Teil der Moldauklöster zum UNESCO-Welterbe gehört.

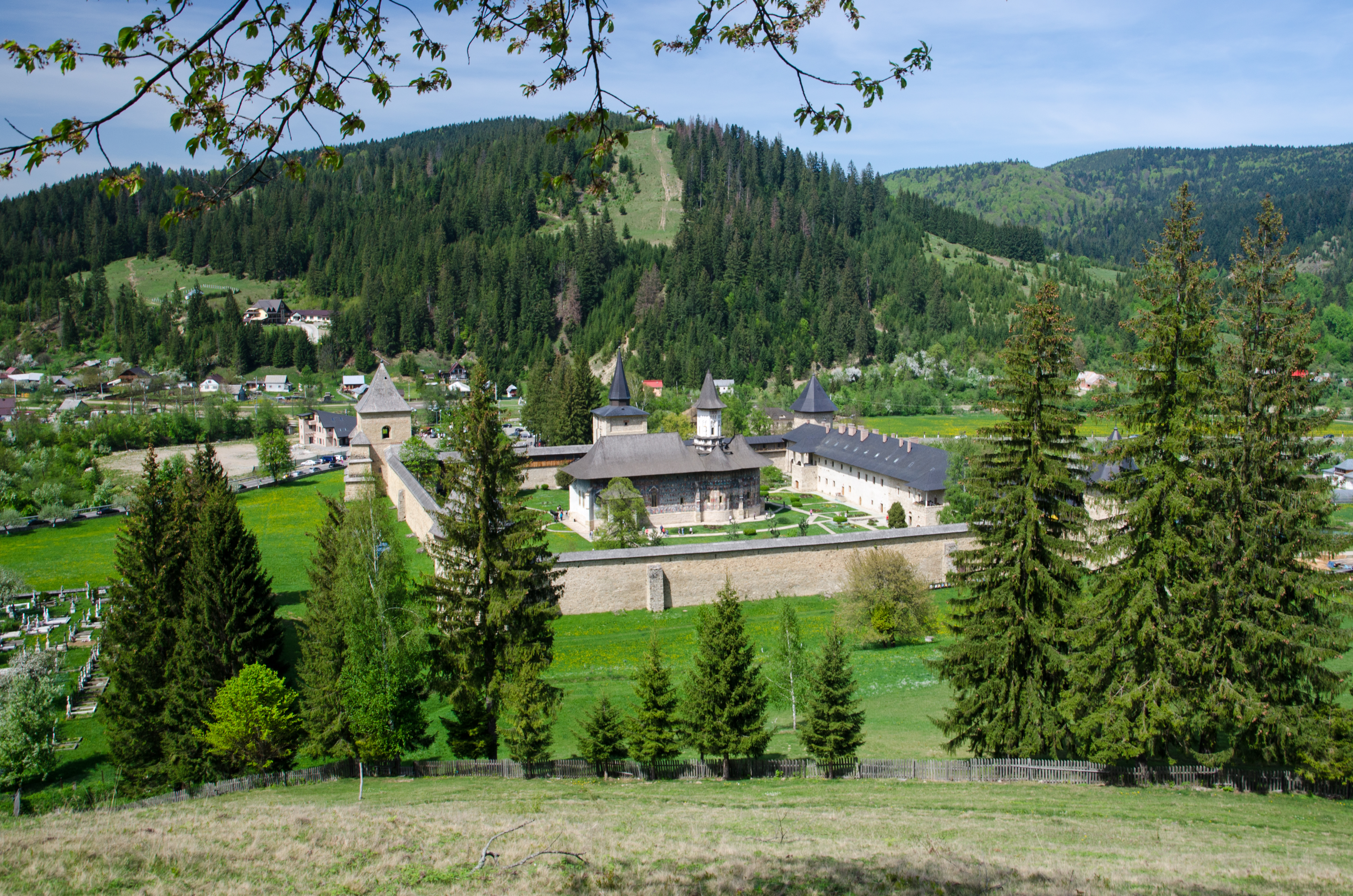
Kloster Sucevița

## Persönlichkeiten
- Joseph Weber (1846–1918), römisch-katholischer Erzbischof